# Aleiodes cochisensis
Aleiodes cochisensis är en stekelart som beskrevs av Fortier 2006. Aleiodes cochisensis ingår i släktet Aleiodes och familjen bracksteklar. Inga underarter finns listade i Catalogue of Life.